# Alfredo Harp Helú

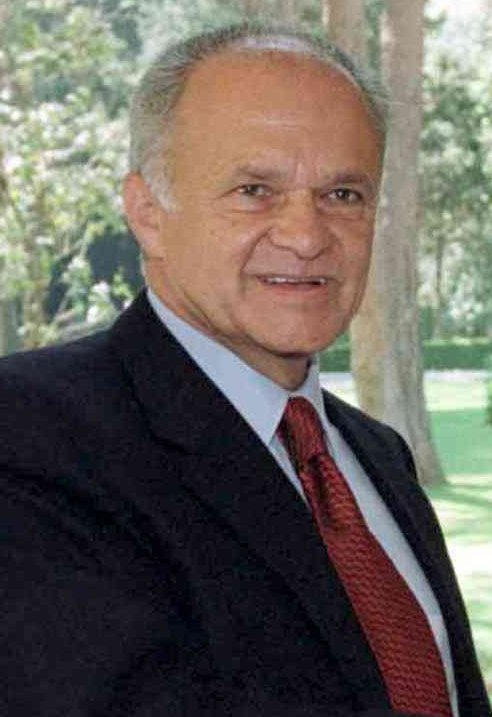
Alfredo Harp Helú

Alfredo Harp Helú (Mexico-Stad, 1944) is een Mexicaans ondernemer en miljardair.
Harp Helú werd geboren in Mexico-Stad in een familie van Libanese immigranten. Harp is de voormalige eigenaar van Banamex, Latijns-Amerika's grootste bank, en eigenaar van Avantel, de op een na grootste mobiele telefoniemaatschappij van Mexico.
In 1994 werd Harp ontvoerd door criminelen die $30 miljoen voor zijn vrijlating eisten. Na 106 dagen werd hij na interventie van zijn familie vrijgelaten na betaling van het losgeld. Harps familie had op de televisie verzocht de politie niet bij de vrijlating te betrekken. In 1996 maakten de Mexicaanse autoriteiten bekend $10 miljoen van het losgeld teruggekregen te hebben.
Het grootste deel van zijn fortuin heet Harp te danken aan het uitkopen van Banamex door Citigroup in 1998, wat hem een miljard dollar opleverde. Sindsdien is Harp vooral actief als filantroop, maar wel zit hij nog steeds in het bestuur van Banamex.
Op de lijst van rijkste mensen ter wereld van Forbes staat Harp 413e met een geschat fortuin van 1,6 miljard dollar.